# Gualba

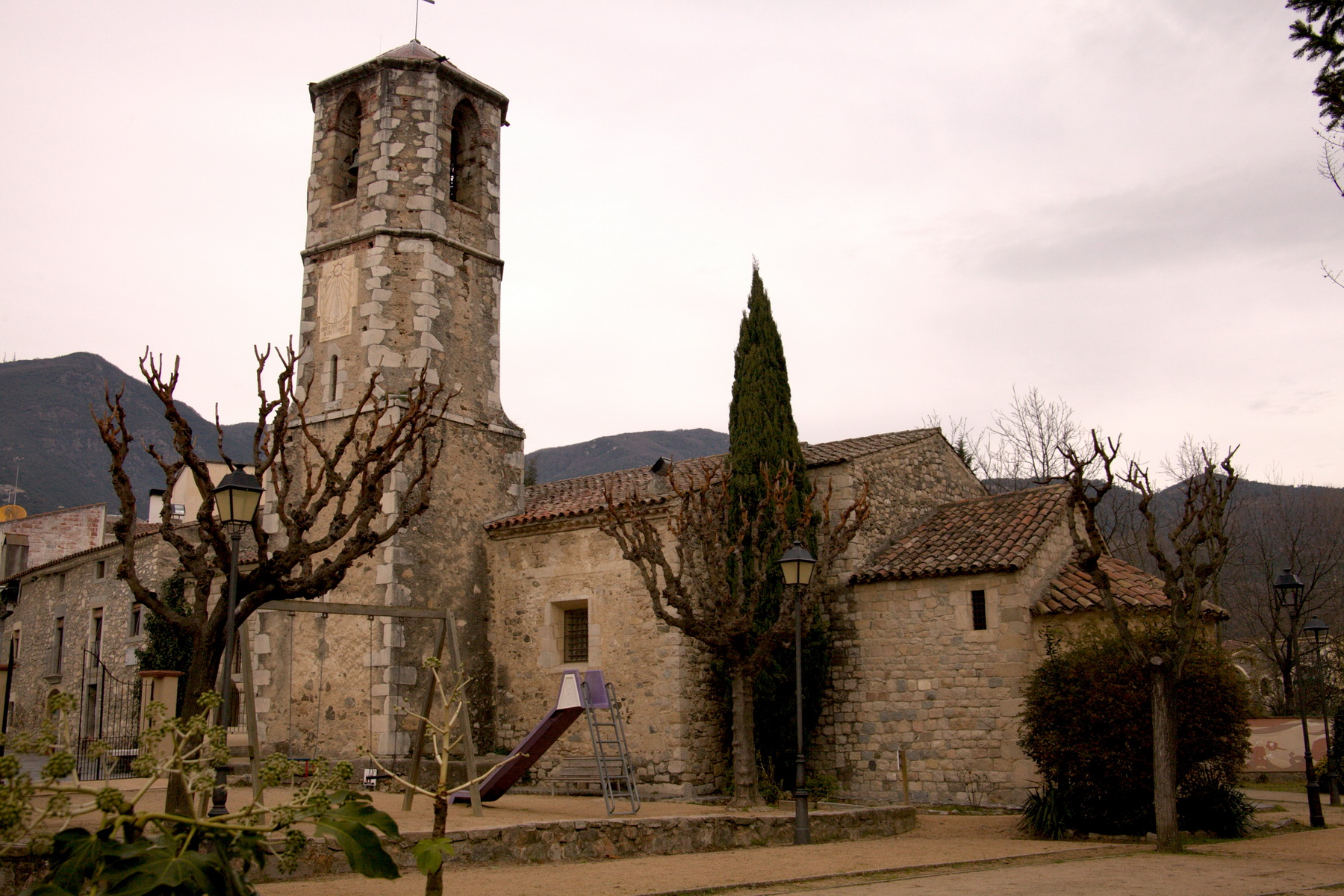
Iglesia de San Vicente

Gualba es una localidad y municipio español situado en la parte este de la comarca de la Vallés Oriental, en la provincia de Barcelona, comunidad autónoma de Cataluña. Limita con los municipios barceloneses de San Celoni, Campíns y Fogás de Monclús, y con el municipio gerundense de Riells y Viabrea. Según datos de 2019 cuenta con una población 1500 habitantes.
Gualba comprende los núcleos de población de Gualba (o Gualba de Arriba; Gualba de Dalt en catalán) —capital municipal—, Can Figueras (Can Figueres), Can Plana, Gualba de Abajo (Gualba de Baix), el Real Parque (Reial Parc), La Barceloneta, La Llobregosa y La Estación (L'Estació). Está situado a los pies del macizo del Montseny.

## Historia
Aparece citado en documentos de 1053 como Aqua Alba. En 1083 pasó a formar parte de las posesiones del monasterio de Sant Cugat. Parte de la jurisdicción quedó en manos de la familia Gualba.

## Demografía
Gualba cuenta con una población de 1738 habitantes (INE 2024).
| Gráfica de evolución demográfica de Gualba entre 1842 y 2021 |
| |
| Población de derecho según los censos de población del INE. Población de hecho según los censos de población del INE.En estos censos se denominaba Gualva: 1842 y 1857. |

## Cultura
La iglesia parroquial está dedicada a San Vicente. Consagrada en 1099, aún conserva el ábside y la fachada románicos. En el siglo XV se realizó una ampliación, añadiéndose unas capillas laterales, de estilo gótico, así como la torre del campanario. En su interior se conservan diversas lápidas sepulcrales así como un retablo del siglo XVI con escenas de la vida de san Vicente. También se conservan algunas piezas de orfebrería de los siglo XVI y XVIII.
Gualba celebra su fiesta mayor en el mes de agosto.

## Economía
Tradicionalmente, la principal actividad era la agricultura, destacando los cultivos de cereales, patatas y legumbres. Sin embargo, su proximidad con San Celoni ha provocado que muchos de sus habitantes se desplacen hasta esta localidad para trabajar.
Gualba ha visto aumentar también la actividad turística y las viviendas utilizadas como segundas residencias gracias a su ubicación muy cercana al Montseny. Existe también una zona de acampada gestionada por el Parc Mediambiental de Gualba.

## Administración y política
| Periodo   | Nombre               | Partido                             |
| --------- | -------------------- | ----------------------------------- |
| 1979-1983 | Manuel Tubau Llop    | Acció Municipal Democràtica (Ind.)  |
| 1983-1987 | Manuel Tubau Llop    | Acció Municipal Democràtica (Ind.)  |
| 1987-1991 | Manuel Tubau Llop    | Acció Municipal Democràtica (Ind.)  |
| 1991-1995 | Ernest López Olivé   | Agrupació de Joves de Gualba (Ind.) |
| 1995-1999 | Ernest López Olivé   | Agrupació de Joves de Gualba (Ind.) |
| 1999-2003 | Carles Pan Lacomba   | Agrupació de Joves de Gualba (Ind.) |
| 2003-2007 | Carles Pan Lacomba   | CiU                                 |
| 2007-2011 | Miquel Solaz Gavaldà | PSC                                 |
| 2011-2015 | Marc Uriach Cortinas | CiU                                 |
| 2015-2019 | Marc Uriach Cortinas | CiU                                 |
| 2019-2023 | Marc Uriach Cortinas | JxCat                               |